# Aubepierre-sur-Aube
Aubepierre-sur-Aube település Franciaországban, Haute-Marne megyében. Lakosainak száma 185 fő (2022. január 1.). Aubepierre-sur-Aube Giey-sur-Aujon, Rouvres-sur-Aube, Les Goulles, Gurgy-la-Ville, Lignerolles, Arc-en-Barrois, Coupray, Cour-l’Évêque és Dancevoir községekkel határos.

## Népesség
A település népességének változása:
| Lakosok száma | 296  | 195  | 208  | 188  | 189  | 193  | 186  | 185  | 184  | 185  |
|               | 1968 | 1990 | 2006 | 2011 | 2015 | 2016 | 2018 | 2019 | 2021 | 2022 |